# Lena (Spanyolország)
Lena (asztúriai nyelven Ḷḷena) egy település Spanyolországban, Asztúria autonóm közösségben. Lena Quirós, Riosa, Mieres, Asturias, Aller, Villamanín, Sena de Luna és San Emiliano községekkel határos. Lakosainak száma 10 259 fő (2024).

## Népesség
A település népessége az utóbbi években az alábbiak szerint változott:
| Lakosok száma | 13 799 | 13 425 | 13 009 | 12 766 | 12 367 | 11 949 | 11 278 | 10 890 | 10 499 | 10 259 |
|               | 2001   | 2004   | 2007   | 2009   | 2012   | 2014   | 2017   | 2019   | 2022   | 2024   |